# Oxygène (film, 2009)
Pour les articles homonymes, voir Oxygène (homonymie).
Pour plus de détails, voir Fiche technique et Distribution.
Oxygène (russe : Кислород, Kislorod) est un film musical et romantique russe à sketches réalisé par Ivan Vyrypaïev et sorti en 2009.
Il s'agit d'une adaptation de la pièce du même nom d'Ivan Vyrypaïev, mise en scène dans un théâtre. Le film est divisé en dix épisodes, chacun d'entre eux faisant référence à un commandement biblique particulier. Chaque épisode suit le même schéma : la citation d'un commandement biblique au début, des réflexions sur ce commandement au milieu, et la conclusion qu'il est possible de faire le contraire dans la vie,.

## Synopsis
Sanya, originaire de Serpoukhov, est tombée amoureux de Sacha, originaire de Moscou. Leur rencontre a eu lieu sur les Étangs purs (ru), près de la statue d'Alexandre Griboïedov. Il marchait le long du Boulevard Tchistoproudny, regardant les gens autour de lui, quand il l'a vue - une belle fille aux cheveux roux, qui est devenue pour lui « de l'oxygène pur ». Sanya a eu le coup de foudre.
Puis Sanya tue sa femme d'un coup de pelle, parce qu'elle n'a plus d'oxygène, et s'installe chez Sacha, qui a fui son mari jaloux.

## Fiche technique
- Titre original : Oxygène[4]
- Titre original russe : Кислород, Kislorod[5]
- Réalisation : Ivan Vyrypaïev
- Scénario : Ivan Vyrypaïev
- Photographie : Andreï Naïdenov (ru)
- Musique :  Sergueï Iefremenko, Aïdar Gaïnoulline, Oleg Kostrov, Vitali Lapine, Alexandre Louchine, Andreï Samsonov
- Décors : Margarita Ablaïeva
- Production : Vadim Gorianov, Leonid Lebedev, Valeri Todorovski
- Sociétés de production : Studio Ded Moroz, Kranaya Strela
- Société de distribution : Film Depot
- Pays de production :  Russie
- Langue originale : russe
- Format : couleur
- Genres : film musical et romantique
- Durée : 75 minutes
- Date de sortie :
  - Russie : 8 juin 2009 (Kinotavr) ; 30 juillet 2009 (sortie nationale)

## Distribution
- Alexeï Filimonov (ru) : Sanya
- Karolina Gruszka : Sacha
- Varvara Voïetskova